# Söderåkra församling
Söderåkra församling är en församling inom Stranda-Möre kontrakt i Växjö stift inom Svenska kyrkan och ligger i Torsås kommun. Församlingen ingår i Torsås pastorat.
Församlingskyrkor är Sophia Magdalena kyrka i Söderåkra samhälle och Bergkvara kapell.

## Administrativ historik
Församlingen har medeltida ursprung med en kyrka från 1200-talet. 
Församlingen var under en tid på 1500-talet förenat med Halltorps församling, har i övrig tid fram till 2014 utgjort ett eget pastorat. Församlingen var mellan 1941 och 1991 uppdelat i två kyrkobokföringsdistrikt, Söderåkra norra kbfd (till 1970 083501, från 1971 083403) och Söderåkra södra kbfd (till 1970 083502, från 1971 083404). Från 2014 ingår församlingen i Torsås pastorat.

## Series pastorum
| Ämbetstid     | Namn                           | Levnadstid            |
| (1526)        | Erlandus                       |                       |
| (1536)–(1548) | Didrik Petri                   | sannol. d. omkr. 1548 |
| (1550)–(1553) | Abraham                        | sannol. d. 1553       |
| 1553–(1565)   | Andreas                        | d. omkr. 1565         |
| 156?–1572     | Jonas Jonae                    | omkr. 1530–1620       |
| 1572–(1611)   | Matthias Andreae               | d. omkr. 1611         |
| 1612–(1619)   | Andreas Erasmi                 |                       |
| 1623–1641     | Laurentius Olai (Kullensis)    |                       |
| 1644–1671     | Olaus Holgeri Catonius         | d. 1671               |
| 1671–1692     | Holger Olai Catonius           | 1643–1716             |
| 1694–1713     | Nicolaus Gerdzlovius           | 1650–1713             |
| 1714–1716     | Olaus Gresilius                | 1666–1716             |
| 1718–1739     | Nicolaus Starbeck              | 1680–1739             |
| 1740–1752     | Nicolaus Böckert               | 1691–1752             |
| 1755–1783     | Jonas Bökelund                 | 1703–1783             |
| 1784–1802     | Thomas Montelius               | 1736–1802             |
| 1805–1824     | Daniel Peter Aurelius          | 1747–1824             |
| 1826–1852     | Olof Ekerot                    | 1773–1852             |
| 1854–1867     | Pehr Lundgren                  | 1806–1892             |
| 1869–1880     | Jonas Wilhelm Rosenquist       | 1821–1880             |
| 1882          | Johan Peter Ånelius            | 1814–1882             |
| 1884–1912     | Lars Gustaf Dahlström          | 1827–1912             |
| 1914–1921     | John Edvard Nathanael Sandgren | 1868–1921             |
| 1923–1936     | Anders Valdemar Thornell       | 1878–1936             |
| 1938– 1964)   | Helge Gustaf Esaias Pontén     | 1897–1985             |
| 1964– 1978)   | Bertil Jannert                 | 1913–1987             |

## Klockare, kantor och organister
| Ämbetstid | Namn            | Levnadstid | Övrigt              |
| --------- | --------------- | ---------- | ------------------- |
| 1727-1736 | Petter Hall     |            | Klockare            |
| 1733-1753 | Lars Hall       |            | Klockare            |
| 1777-1778 | Elias Halling   |            | Klockare            |
| 1779      | Lars Halling    |            | Klockare            |
| 1779-1789 | Olof Råssberg   |            | Vice klockare       |
| 1790-1813 | Isaac Lindgren  | 1746-      | Klockare            |
| 1821-1830 | Erng Askling    | 1775-      | Klockare och kantor |
| 1837-1850 | Nils P. Asplund | 1809-      | Klockare och kantor |
| 1854-1862 | Pär Hultqvist   | 1816-      | Kantor och organist |